# Power of Inner Strength
Power of Inner Strength è il primo disco in studio del gruppo groove metal Grip Inc..

## Lista Brani
1. "Toque de Muerto" - 1:22
2. "Savage Seas (Retribution)" - 3:11
3. "Hostage to Heaven" - 3:57
4. "Monster Among Us" - 4:22
5. "Guilty of Innocence" - 3:37
6. "Innate Affliction" - 3:34
7. "Colors of Death" - 3:04
8. "Ostracized" - 3:08
9. "Cleanse the Seed" - 4:55
10. "Heretic War Chant" - 5:23
11. "The Longest Hate" - 5:01

## Membri
- Waldemar Sorychta: chitarra
- Dave Lombardo: batteria e percussioni
- Gus Chambers: voce
- Jason Vierbrooks: basso